# Bolax glabripennis
Bolax glabripennis är en skalbaggsart som beskrevs av Ohaus 1917. Bolax glabripennis ingår i släktet Bolax och familjen Rutelidae. Inga underarter finns listade.